# Antony Rossignol
Pour les articles homonymes, voir Rossignol (homonymie).
Antony Rossignol, né à Arles, est un raseteur français, vainqueur de la Cocarde d'or.

## Palmarès
- Cocarde d'or : 1938[1]